# Karl Friedrich von Meyer
Karl Friedrich von Meyer (* 20. Juli 1707 in Marienwerder; † 9. September 1775 in Königsberg) war ein preußischer Generalleutnant und Chef des Dragonerregiments Nr. 6.

## Leben

### Herkunft
Seine Eltern waren der preußische Oberst a. D. aus dem Kürassierregiment „Buddenbrook“ Samuel Sebastian Meyer (* 1670; † 10. Januar 1741) und eine von Gotsch.

### Militärlaufbahn
Meyer wurde am 24. Januar 1724 Kadett in Berlin. Bereits am 6. Juni 1725 wurde er Fahnenjunker im Kürassierregiment Nr. 1. Er wurde mit dem Vater am 9. Juni 1729 in den preußischen Adelstand erhoben. Er wurde 1737 Rittmeister und erhielt die ehemalige Kompanie seines Vaters, der seinerzeit als Kommandant nach Frankfurt an der Oder versetzt wurde. Am 14. Januar 1742 wurde er dann Major im Dragonerregiment „Posadowski“, am 8. August 1745 Oberstleutnant sowie am 14. Mai 1750 Oberst. Im Juni 1755 versetzte ihn König Friedrich II. in das Dragonerregiment „Bayreuth“, dazu wurde Meyer Amtshauptmann von Memel.
Die Position des Amtshauptmanns musste er 1760 wieder abgeben. Am 21. Februar 1757 wurde er zum Generalmajor ernannt und am 6. November 1760 wurde er Chef des Dragonerregiments „von Schorlemmer“ und am 20. Mai 1771 Generalleutnant. Meyer kämpfte in den Schlesischen Kriegen sehr erfolgreich und erhielt dafür den Orden Pour le Mérite. Im Siebenjährigen Krieg wurde er bei der Belagerung von Olmütz zweimal verwundet, ebenso 1762 bei Grumbach. In der Schlacht bei Torgau zeigte er an der Spitze des Dragonerregiments „Bayreuth“ durch seine Tapferkeit aus. Meyer starb an einer schmerzhaften Krankheit unverheiratet am 9. September 1775 in Königsberg.

## Freimaurer
Meyer war Mitglied der Freimaurerlogen Aux trois globes in Berlin, sowie der Logen Aux trois Ancres (Zu den drei Ankern) und Zu den drei Kronen in Königsberg.